# Zwiastowanie (obraz Lorenza Lotta)
Zwiastowanie – obraz temperowy włoskiego malarza renesansowego Lorenza Lotta.
Na obrazie jest przedstawiona scena z Nowego Testamentu, opisana jedynie w kanonicznej Ewangelii Łukasza. Motyw zwiastowania Marii przez Archanioła Gabriela był często przedstawiany przez malarzy różnych epok i interpretowany na wiele sposobów. Mistycyzm i znaczenie epizodu pozwalały malarzom na swobodne przedstawianie reakcji Marii na wiadomość od Archanioła o woli Bożej i oddziaływaniu nowiny poczęcia na inne postacie; umożliwiały też wykorzystanie wielu różnych detali i szczegółów otoczenia do zaznaczenia wagi sceny.

## Opis obrazu i interpretacja
Lotto zinterpretował reakcję Marii na przekazaną jej nowinę w sposób nietypowy. Jeszcze przed chwilą była pogrążona w lekturze Pisma Świętego, lecz na pojawienie się Archanioła zareagowała dość gwałtownie. Odwróciła się od niego w stronę widza, wykonując gest wskazujący na zaskoczenie i niedowierzanie. Anioł – na dowód swych słów – wskazuje ręką ku górze, gdzie jest przedstawiony Bóg Ojciec, który z obłoku wskazuje na Marię. Gabriel trzyma w lewej ręce lilię – symbol dziewictwa Marii. Ogród w stylu włoskim, widoczny pomiędzy arkadami za balustradą, jest aluzją do „ogrodu zamkniętego” (hortus conclusus), w ikonografii symbolizujący dziewictwo Marii.
Wystrój komnaty wskazuje na silny wpływ sztuki flamandzkiej na twórczość Lotta; dowodzi tego głównie liczba przedmiotów, oddanych z dużą dbałością o szczegóły. Za Marią widoczne jest łóżko z baldachimem, klepsydra (symbolizująca nadejście nowego czasu) oraz półka na ścianie. Na niej widać książki i świecę. Pomiędzy Marią a Gabrielem ukazany został przestraszony kot, uciekający na widok Archanioła. Według ikonografii kot symbolizuje pokonane zło (szatana) za sprawą odkupienia.